# Limoen
De limoen, lemmetje, of limmetje (Citrus aurantiifolia) is een plant uit de wijnruitfamilie (Rutaceae), van nature voorkomend in Zuidoost-Azië. 

## Voorkomen
Vanuit Zuidoost-Azië is de vruchtboom geïntroduceerd in Zuid-Europese landen en Zuid-Amerika. In Suriname, waar hij veel voorkomt, wordt hij ook wel 'lemmetje', of 'limmetje' genoemd, vergelijk Afrikaans "lemmetjie". De geografische verbreiding is beperkt, doordat de limoen van alle Citrus-soorten het minst tegen kou bestand is.

## Eigenschappen
De hoogte van de boom is 6–7 meter. De limoen heeft donkergroene, eironde bladeren met een spitse punt en iets golvende getande bladranden. De bladstelen hebben smalle vleugels. De bloemen zijn geurend. Ze kunnen alleenstaand of in paren gerangschikt zijn. De kroonblaadjes zijn wit met aan de buitenkant een purperkleurige waas. In sommige bloemen zijn zowel de stampers als de meeldraden functioneel, maar in andere zijn alleen de 20 tot 40 meeldraden vruchtbaar. De vrucht is eivormig en heeft een opgezwollen einde. De schil is groen tot bleekgeel en het vruchtvlees is zuur van smaak. Het wordt gebruikt in dranken en als smaakmaker.

## Gebruik
De vrucht wordt in de Aziatische keuken veel gebruikt, vaak als smaakmaker. Op Sicilië wordt limoenlikeur geproduceerd. Internationaal bekend is de Braziliaanse cocktail caipirinha.

## Zuurgraad
Limoen is met een pH van 2,1 (voor zover bekend) de zuurste vrucht die er is.